# Robert Methuen (7e baron Methuen)
Robert Alexander Holt Methuen, 7e baron Methuen (22 juillet 1931 - 9 juillet 2014), est un pair démocrate libéral britannique. Il est l'un des quatre-vingt-dix pairs héréditaires élus pour rester à la Chambre des lords après la loi de 1999 sur la Chambre des lords.

## Biographie
Methuen est le troisième et plus jeune fils d'Anthony Methuen, 5e baron Methuen, et de sa femme Grace Durning Holt, fille de Richard Durning Holt. Il fait ses études à la Shrewsbury School avant de monter au Trinity College de Cambridge, où il obtient en 1957 un baccalauréat ès arts (BA) en ingénierie.
Methuen travaille comme ingénieur de conception pour Westinghouse Brake and Signal Company de 1957 à 1967, puis comme ingénieur en systèmes informatiques pour IBM UK Ltd de 1968 à 1975 et pour Rolls-Royce Holdings plc de 1975 à 1994. En 1994, il succède à son frère aîné au titre. À la Chambre des lords, il siège au comité spécial sur la science et la technologie et à d'autres comités.
Lord Methuen épouse d'abord Mary Catherine Jane Hooper en 1958; ils divorcent en 1993. Il épouse ensuite Margrit Andrea Hadwiger un an plus tard. Il a deux filles de sa première femme : Charlotte Methuen (née en 1964) et Henrietta Methuen-Jones (née en 1965). Henrietta est mariée à Robert Jones (qui prend le nom de famille Methuen-Jones) et a trois enfants : Teresa Methuen-Jones (née en 1990), Keziah Methuen-Jones (née en 1992) et Miriam Methuen-Jones (née en 1997).
Il est décédé des suites d'une courte maladie le 9 juillet 2014. Il est remplacé dans le titre par son cousin, James Methuen-Campbell (né en 1952).